# La Habra Heights
La Habra Heights est une ville située dans le comté de Los Angeles, dans l'État de Californie, aux États-Unis. Sa population s’élevait à 5 325 habitants lors du recensement de 2010, estimée à 5 403 habitants en 2017.

## Géographie
Selon le Bureau du recensement, elle a une superficie de 16,1 km2.

## Démographie
| Groupe            | La Habra Heights | Californie | États-Unis |
| ----------------- | ---------------- | ---------- | ---------- |
| Blancs            | 72,4             | 57,6       | 72,4       |
| Asiatiques        | 15,8             | 13,1       | 4,8        |
| Autres            | 6,3              | 17,0       | 6,2        |
| Métis             | 4,1              | 4,9        | 2,9        |
| Afro-Américains   | 0,9              | 6,2        | 12,6       |
| Amérindiens       | 0,5              | 1,0        | 0,9        |
| Océaniens         | 0,1              | 0,4        | 0,2        |
| Total             | 100              | 100        | 100        |
|                   |                  |            |            |
| Latino-Américains | 23,6             | 37,6       | 16,7       |

Selon l'American Community Survey, en 2010, 64,39 % de la population âgée de plus de 5 ans déclare parler l'anglais à la maison, 9,95 % déclare parler l'espagnol, 9,87 % une langue chinoise, 3,45 % le coréen, 2,34 % l'hindi, 2,07 % l'arabe, 1,28 % le japonais, 0,82 % le grec, 0,75 % l'arménien, 0,73 % le portugais, 0,58 % le hongrois et 3,78 % une autre langue.
| 1980  | 1990  | 2000  | 2010  | - | - |
| ----- | ----- | ----- | ----- | - | - |
| 4 786 | 6 226 | 5 712 | 5 325 | - | - |